# Verifone
Verifone est une entreprise américaine spécialisée dans les terminaux de paiements et dans les transactions monétaires en ligne. Son siège social est basé à San José.

## Histoire
En 2010, Verifone acquiert pour 485 millions de dollars Hypercom, une entreprise américaine spécialisée également dans les terminaux de paiements et dans les transactions monétaires en ligne. En août 2011, Verifone tombe d'accord avec les autorités de la concurrence américaine pour le rachat d'Hypercom, à la suite de la revente des activités américaines des terminaux de paiements d'Hypercom.